# Holy Trinity, Goodramgate

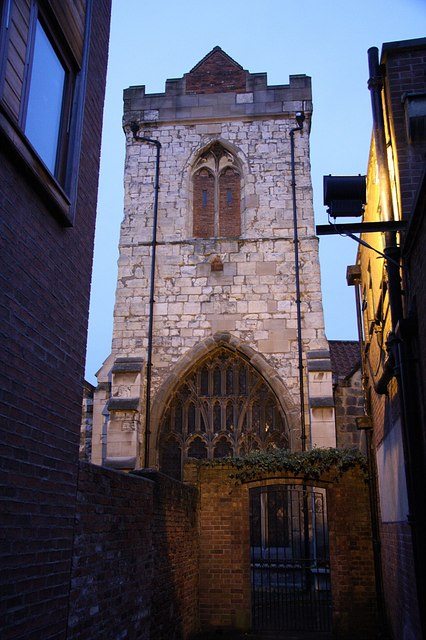
Durchgang zum Kirchhof von Holy Trinity

Die mittelalterliche ehemalige Pfarrkirche Holy Trinity (heilige Dreifaltigkeit) in der Straße Goodramgate in York, allgemein kurz als Holy Trinity, Goodramgate bezeichnet, stammt aus dem 13. und 14. Jahrhundert, Teile des Chors wurden schon in der ersten Hälfte des 12. Jahrhunderts errichtet. Das Gebäude ist als Grade I Listed Building geschützt.
Die Kirche wird heute durch den Churches Conservation Trust betreut. Sie wurde am 29. Juni 1971 außer Dienst genommen und am 7. November 1972 dem Trust übergeben.

## Baugeschichte

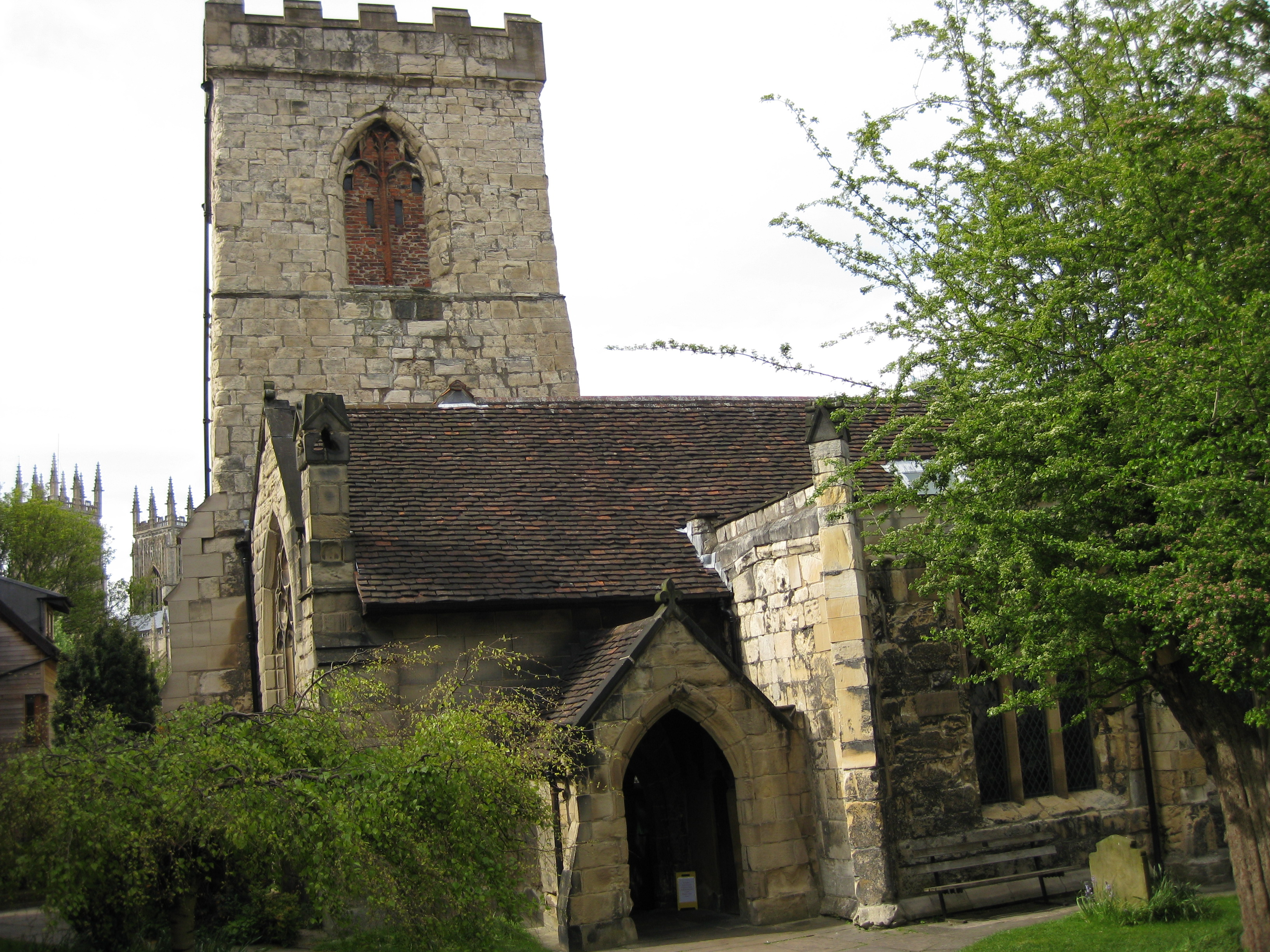
Holy Trinity, Goodramgate

Lage von Holy Trinity, Goodramgate

Die Kirche soll 1082 erstmals erwähnt worden sein, es bestehen aber Zweifel an der Echtheit dieser Urkunde. Mit Sicherheit ist eine Kirche an diesem Standort aber seit den 1120er Jahren belegt. Die erste Kirche war ein einfacher rechteckiger Bau mit dünnen Wänden. Die Überreste einer Konsole am nordöstlichen Pfeiler des Turmes stammen aus dieser Zeit. Während die Ostwand Elemente aus dem 12. Jahrhundert enthält, ist die Kapelle auf der Südostseite erst im 13. Jahrhundert angefügt worden. Aus dem 13. Jahrhundert stammt auch ein Kapitell auf der Südseite des Altarraumes, das nicht nur mit Blättern, sondern zusätzlich mit aufwändigen Mustern aus sich kreuzenden Linien verziert ist. Die heute erhaltene Struktur der Kirche stammt sonst im Wesentlichen aus dem 14. Jahrhundert. Der Turm wurde im 15. Jahrhundert hinzugefügt. Ende des 15. Jahrhunderts wurde das große Ostfenster gestiftet, möglicherweise wurde zeitgleich mit dessen Einbau auch das Nordschiff und der gesamte Altarraum erneuert. Spätere Veränderungen waren die Erhöhung der Dächer (1585), und des Fußbodens im Jahr 1633 als auch die Chorschranken entfernt wurden. 1792 wurde eine Sakristei eingefügt und 1849 der Eingang im Südwesten umgestaltet: anstelle des alten rundbogigen Eingangs wird die Kirche seither durch eine vorangestellte Pforte betreten.
1316 wurde im Kirchhof eine Häuserreihe, die Our Lady's Row errichtet. Hier lebte ein Priester, der Messen mit einer „Intention“, das heißt mit einem besondern Anliegen zu lesen, nachdem fromme Bürger ein Mess-Stipendium zugunsten der heiligen Maria eingerichtet hatten. Die Our Lady's Row zählt zu den ältesten Häuserzeilen in York, die noch im originalen Zustand erhalten sind.

## Architektur
Die Kirche ist von der Straße etwas zurückgesetzt und nur durch einen Torbogen zugänglich, der aus dem 18. Jahrhundert stammt. Das Kirchengebäude besteht aus Kalkstein, ist jedoch im 17. bis 19. Jahrhundert vielfach mit Ziegeln ausgebessert worden. Der einfach gehaltene Grundriss umfasst das Mittelschiff, sowie zwei Seitenschiffe, jeweils vierjochig, wobei die beiden Joche des Altarraums von den beiden Jochen des Kirchenschiffes architektonisch nicht voneinander abgegrenzt sind. Der Westturm mit Satteldach erhebt sich über dem Mittelschiff, im Südosten und auf der Südseite des südlichen Seitenschiffes gliedern sich Kapellen an.
Die Arkaden, aus dem 14. und 15. Jahrhundert, bestehen aus achteckigen Pfeilern, die Bögen mit doppelten Kämpfern tragen. Alle Fenster der Südfassade sind im Decorated Style ausgeführt, mit geradem oberem Abschluss und netzartigem Maßwerk. Die Bögen im Kirchenschiff sind mit ineinander verschränkten Linien verziert, die eher dem deutschen spätgotischen Stil entsprechen und für die englische Gotik unüblich sind.
Die St.-James-Kapelle, die durch einen Tudorbogen vom südlichen Seitenschiff zugänglich ist, wurde vermutlich aus Mitteln eines Vermächtnisses des Robert de Howme errichtet, der 1396 starb. Sein Wappen ist auf der Westseite des Bogens zu erkennen.

## Ausstattung

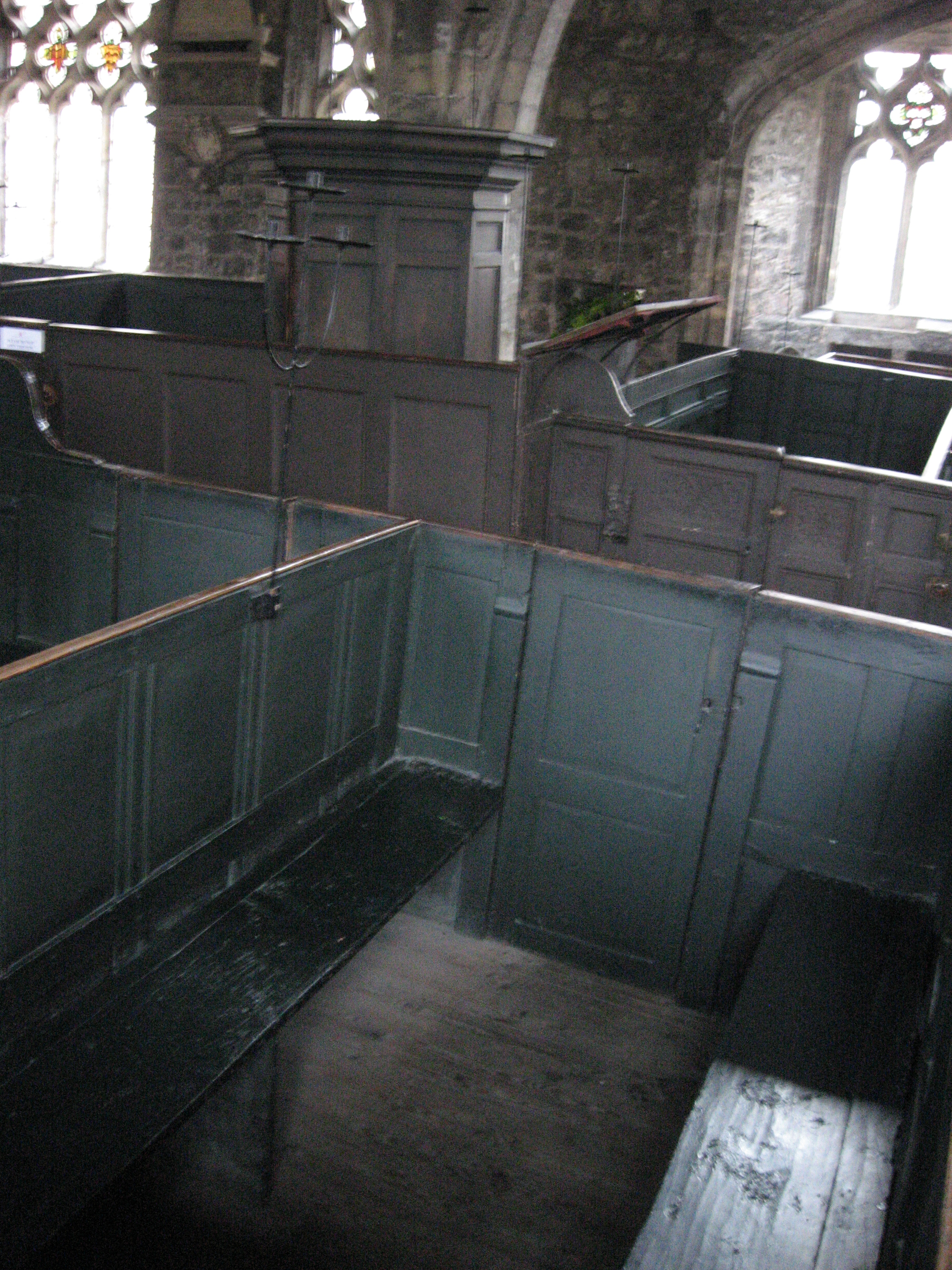
Kastengestühl

Eine Besonderheit ist die nahezu unverändert aus dem 17. und 18. Jahrhundert erhaltene Ausstattung der Kirche (von Pevsner als higgledy-piggledy bezeichnet) mit einem unebenen Holzfußboden und hölzernen Kirchenbänken, wobei es sich um ein Kastengestühl handelt, in sich räumlich abgeschlossene Gestühle mit seitlicher Eingangstür, wie sie in England nach der Reformation aufkamen. Das Gestühl wurde 1845 durch die Yorkshire Architectural Society restauriert und befindet sich heute noch in einem guten und funktionsfährigen Erhaltungszustand. Daneben finden sich in der Kirche unter anderem ein achteckiger Taufstein aus dem 18. Jahrhundert, mit Deckel von 1787, die achteckige Kanzel von 1785.

## Mittelalterliche Glasfenster
Das Ostfenster ist ein gutes Beispiel eines mittelalterlichen Glasfensters aus dem 15. Jahrhundert, gestiftet 1471. Es zeigt (von links oben nach rechts unten gelesen) Georg, den Drachentöter, Johannes den Täufer, die Dreieinigkeit, Johannes den Evangelisten, St. Christophorus, darunter folgt die Darstellung der Heiligen Sippe, mit Maria Kleophae mit Ehemann Alphäus und vier Kindern, die heilige Anna und ihrem Ehemann Joachim mit Maria als Kind und dem Jesusknaben und den Jüngern Salome und Zebedäus mit dem Evangelisten Johannes als Kind, das Fenster schließt ab mit einer Szene aus der Ursula-Legende. Zwei weitere Reihen mit Figuren unterhalb sind nicht erhalten. Fragmente finden sich in den übrigen Fenstern der Kirche.
Die übrigen Fenster enthalten Fragmente aus dem 14. und 15. Jahrhundert und zeigen Maria als Himmelskönigin in der Mandorla (nördliches Seitenschiff, links oben), den heiligen Wilhelm von York (nördliches Seitenschiff, rechts oben), Paulinus von York (südliches Seitenschiff, oben links) und St. Stefanus (südliches Seitenschiff, oben rechts) sowie verschiedene Wappen.

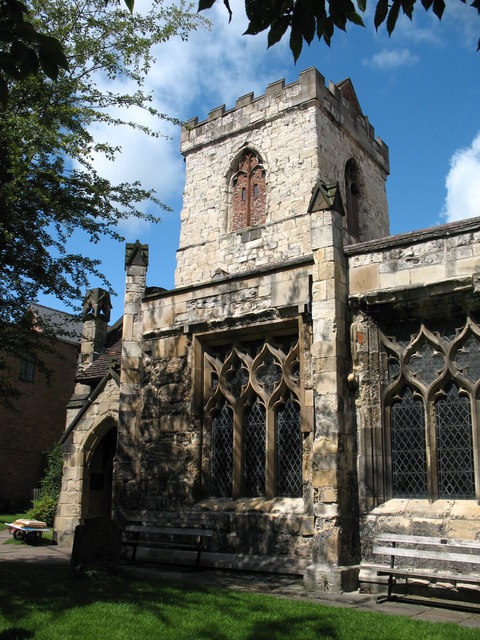
Südseite
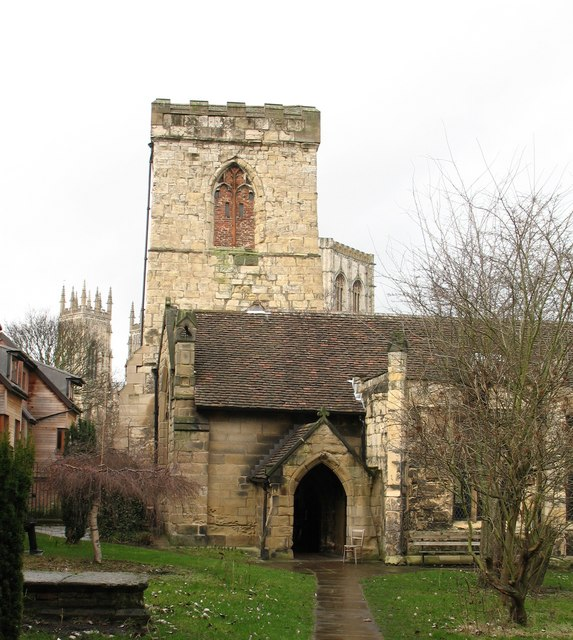
Nordseite mit Eingang
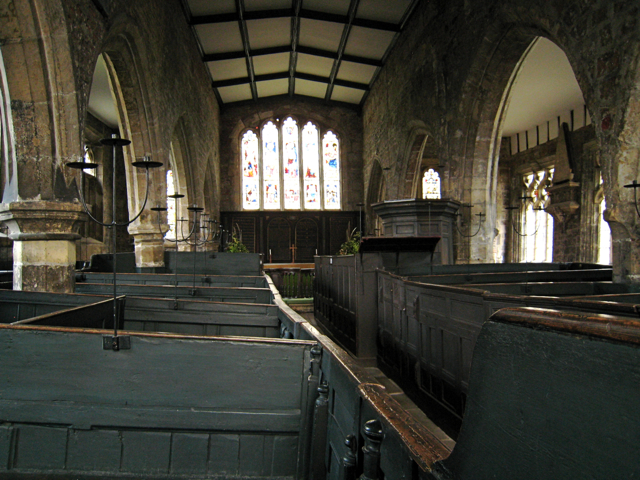
Blick von West nach Ost, im Vordergrund das Kastengestühl, im Hintergrund das große Ostfenster
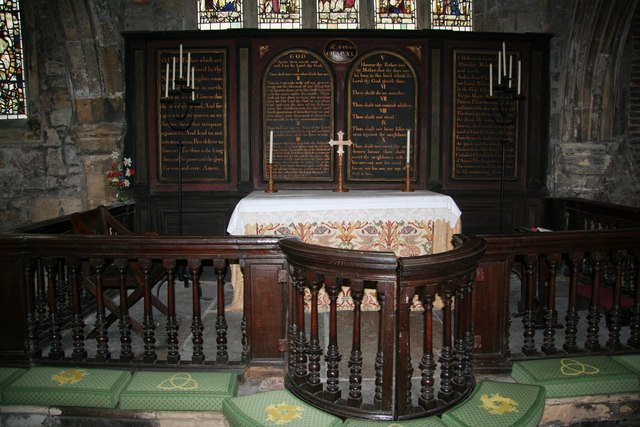
Altar mit Kommunionbank
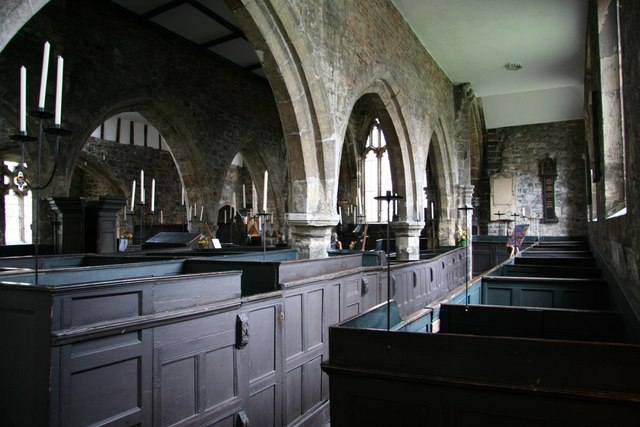
Südschiff
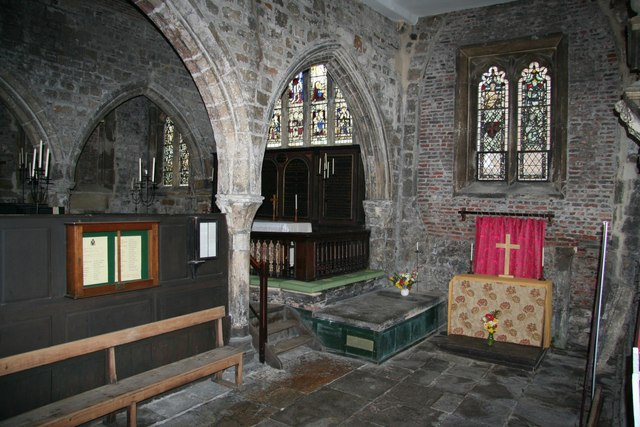
Kapelle